# Ogata Kōrin
Ogata Kōrin, född 1658, död 20 juli 1716, var en japansk målare och lackmästare.
Ogata Kōrin var bror till Ogata Kenzan och efterföljare till Honami Kōetsu. Han är känd endast genom ett fåtal arbeten, vilka genom stor och enkel form med stram behärskning av tekniken skiljer sig från den samtida lackkonsten under Tokugawatiden.